# Eleições gerais no Peru em 1990
Eleições gerais foram realizadas no Peru em 8 de abril de 1990, com um segundo turno das eleições presidenciais em 10 de junho. O segundo turno foi entre o romancista favorito Mario Vargas Llosa liderando uma coalizão de partidos economicamente liberais coletivamente conhecidos como Frente Democrática e o desfavorecido político Alberto Fujimori do populista e mais moderado Mudança 90. 
Vargas Llosa venceu o primeiro turno com uma pequena pluralidade, mas alienou grande parte do eleitorado com uma agenda abrangente de privatizações, reforçando o supostamente inelegível Fujimori, que havia ficado em segundo lugar à frente de Luis Alva Castro, do partido governista APRA, para entrar no segundo turno contra Vargas Llosa. Fujimori finalmente conquistou uma vitória esmagadora e permaneceria presidente por dez anos até ser deposto em novembro de 2000.

## Biografias

### Mario Vargas Llosa
Mario Vargas Llosa nasceu em 1936, em Arequipa, cidade localizada no sul do Peru, em um vale dos Andes, famoso por seu espírito clerical e rebelde. Enrique Krause se dedicou enfaticamente a comentar a biografia do escritor Mario Vargas Llosa, comparando e relacionando a crítica de Llosa ao autoritarismo com a relação que teve desde criança com seu pai. O pai do menino Llosa se mostrou o primeiro ditador na relação dele com a mãe de Llosa: “sometida a un régimen carcelario, prohibida de frecuentar amigos y, sobre todo, parientes, obligada a permanecer siempre en la casa”. Por influência de seu tio, Vargas Llosa tomou consciência do sofrimento e da miséria que vivia seu povo e acabou aderindo ao socialismo, à esquerda e à revolução. Foi nesse momento que ingressou na faculdade de Direito e Letras da Universidade de San Marcos, onde teve contato com a militância socialista. Em 1958, Vargas Llosa escreveu um manifesto de apoio à revolução cubana, ele acreditava que o país poderia servir de modelo a ser seguido pelos demais países da região. Porém, após algumas visitas ao local, acabou chegando à conclusão de que a prática não era condizente com o discurso.
A decepção e frustração com a revolução cubana e com a esquerda foi se intensificando na história de Llosa. Ele decidiu renunciar ao comitê da revista Casa de las Américas, o mais importante órgão cultural cubano, através do qual cooptaram centenas de intelectuais latino-americanos. Com isso, Vargas Llosa que já era um residente na Europa e estava cada vez mais perto dos ideais liberais. Por volta das décadas de 1970 e 1980, pelo contato com o seminário internacional organizado por Hernando de Soto e pelas ideias de escritores, economistas e socialistas libertários, Vargas Llosa se converte ao liberalismo. Em 1990, disputou as eleições do Peru pela Frente Democrática. Após a derrota, Llosa não tentou uma segunda candidatura e passou a focar nos escritos literários. Porém, ele não abandonou a política por completo, já que constantemente publica artigos em revistas comentando diversos temas sobre a política do Peru e da América Latina. Atitude diferente do seu adversário político da eleição de 90, que se manteve e se mantém ativo na política peruana.

### Alberto Fujimori
Fujimori nasceu em 1938, o seu local de nascimento é um tanto controverso. Ele é descendente de japoneses e durante a eleição se declarou nascido em Lima no Peru. Na época, essa afirmação foi bastante criticada, pois Fujimori nasceu em Lima, mas foi registrado no consulado japonês mantendo, portanto, uma dupla nacionalidade. O candidato estudou agronomia na Universidade Nacional Agrária. Depois de formado, Fujimori realizou pós-graduação na França e nos Estados Unidos. Retornou à Universidade Agrária como professor e depois tornou-se reitor. No final da década de 1990, apresentou um programa televisivo chamado “Concertando”, que informava notícias agrícolas e políticas direcionadas a agricultores. Pouco conhecido no mundo político, se candidatou pelo partido recém-criado, Cambio 90, e se destacou como uma revelação das eleições de 1990. Tomou posse como presidente em 28 de julho de 1990, derrotando o hoje Nobel de Literatura Mario Vargas Llosa. Fujimori foi a segunda pessoa de ascendência asiática a se tornar chefe de Estado de uma nação da América. O primeiro foi Arthur Chung, ex-presidente da Guiana. Após dois anos eleito, em 1992, Fujimori realizou um autogolpe e fechou o congresso Peruano, permanecendo até o ano 2000, quando renunciou ao cargo e se exilou no Japão, acusado de corrupção e compra de votos. 
Fujimori foi condenado por crimes de corrupção e violação dos direitos humanos. Pelo fato da dupla nacionalidade, e aproveitando viagem à Ásia, Fujimori desembarcou no Japão, onde renunciaria ao cargo de presidente e pediria asilo político. O Congresso não aceitou a sua renúncia e o destituiu do cargo. O presidente do Congresso, Valentín Paniagua, assumiu um governo de transição até 2001.
Diferente de Llosa, Fujimori iniciou suas atividades políticas em 1990 e permaneceu no ramo. Mesmo com o exílio, prisão e acusações de corrupção e violação dos direitos humanos, sua herança política permaneceu forte e ficou conhecida como fujimorismo. Em 2006, o Jurado Nacional de Eleições (JNE) anulou a tentativa de candidatura de Fujimori, que se encontrava no Japão. As eleições de 2016 foram disputadas entre Pedro Pablo Kuczynski e Keiko Fujimori, filha de Alberto Fujimori. Keiko obteve 49,88% dos votos, sendo derrotada por Pedro Pablo Kuczynski por 50,12%, em uma eleição muito acirrada. Apesar da derrota de Keiko, a percentagem dos votos é um indicador de que o fujimorismo, apesar das polêmicas, ainda é muito presente na política peruana.

## Resultados eleitorais

### Eleição presidencial
| Candidato                            | Partido                                        | Primeiro turno | Primeiro turno | Segundo turno | Segundo turno |
| Candidato                            | Partido                                        | Votos          | %              | Votos         | %             |
| ------------------------------------ | ---------------------------------------------- | -------------- | -------------- | ------------- | ------------- |
| Mario Vargas Llosa                   | Frente Democrática                             | 2,163,323      | 32.57          | 2,708,291     | 37.62         |
| Alberto Fujimori                     | Mudança 90                                     | 1,932,208      | 29.09          | 4,489,897     | 62.38         |
| Luis Alva Castro                     | Aliança Revolucionária Popular Americana       | 1,494,231      | 22.50          |               |               |
| Henry Pease                          | Esquerda Unida                                 | 544,889        | 8.20           |               |               |
| Alfonso Barrantes                    | Esquerda Socialista                            | 315,038        | 4.74           |               |               |
| Roger Cáceres Velásquez              | Frente Nacional dos Trabalhadores e Camponeses | 86,418         | 1.30           |               |               |
| Ezequiel Ataucusi Gamonal            | Frente Popular Agrícola do Peru                | 73,974         | 1.11           |               |               |
| Dora Larrea del Castillo             | União Nacional Odriista                        | 21,962         | 0.33           |               |               |
| Nicolás de Pierola Balta             | União Democrática                              | 9,541          | 0.14           |               |               |
| Total                                | Total                                          | 6,641,584      | 100.00         | 7,198,188     | 100.00        |
|                                      |                                                |                |                |               |               |
| Votos válidos                        | Votos válidos                                  | 6,641,584      | 84.75          | 7,198,188     | 90.45         |
| Votos inválidos/em branco            | Votos inválidos/em branco                      | 1,195,532      | 15.25          | 760,044       | 9.55          |
| Total de votos                       | Total de votos                                 | 7,837,116      | 100.00         | 7,958,232     | 100.00        |
| Eleitores registrados/comparecimento | Eleitores registrados/comparecimento           | 10,013,225     | 78.27          | 10,007,614    | 79.52         |
| Fonte: Nohlen                        |                                                |                |                |               |               |

### Eleições parlamentares

#### Câmara dos Deputados
|                                                           |           |        |          |      |
| Partido                                                   | Votos     | %      | Assentos | +/–  |
| Frente Democrática                                        | 1,561,291 | 30.03  | 62       | +40  |
| Aliança Revolucionária Popular Americana                  | 1,288,461 | 24.78  | 53       | –54  |
| Cambio 90                                                 | 879,949   | 16.93  | 32       | Novo |
| Esquerda Unida                                            | 510,557   | 9.82   | 16       | –32  |
| Frente Moralizadora Independente                          | 309,263   | 5.95   | 7        | Novo |
| Esquerda Socialista                                       | 272,591   | 5.24   | 4        | Novo |
| Frente Nacional dos Trabalhadores e Camponeses            | 126,067   | 2.42   | 3        | +2   |
| Frente Popular Agrícola do Peru                           | 63,450    | 1.22   | 0        | Novo |
| União Cívica Independente                                 | 33,819    | 0.65   | 0        | Novo |
| Movimento Regionalista Loreto                             | 24,854    | 0.48   | 1        | +1   |
| Frente Tacneñista                                         | 17,642    | 0.34   | 1        | Novo |
| Lista independente do acordo popular                      | 14,547    | 0.28   | 1        | Novo |
| Em Ação Movimento Independente                            | 12,614    | 0.24   | 0        | Novo |
| União Nacional Odriista                                   | 10,413    | 0.20   | 0        | Novo |
| União Democrática                                         | 7,738     | 0.15   | 0        | Novo |
| Frente Independente Nacionalista                          | 6,106     | 0.12   | 0        | Novo |
| Movimento das Bases Hayist                                | 5,607     | 0.11   | 0        | Novo |
| Movimento Nacional de Reconstrução                        | 5,588     | 0.11   | 0        | Novo |
| Frente Democrática Independente                           | 4,780     | 0.09   | 0        | Novo |
| Movimento Social Independente                             | 4,348     | 0.08   | 0        | Novo |
| Frente de Defesa de Lima – Províncias                     | 3,739     | 0.07   | 0        | Novo |
| Frente Independente de Aposentados                        | 3,477     | 0.07   | 0        | Novo |
| Chavin Region                                             | 3,416     | 0.07   | 0        | Novo |
| Aliança Democrática                                       | 3,204     | 0.06   | 0        | Novo |
| Frente Agrária Democrática "Atusparia"                    | 3,016     | 0.06   | 0        | Novo |
| Movimento Velasquista                                     | 2,228     | 0.04   | 0        | Novo |
| Cooperação Nacional                                       | 2,136     | 0.04   | 0        | Novo |
| Lista Independente de Trabalhadores Socialistas           | 1,942     | 0.04   | 0        | Novo |
| Movimento Independente Amazonense                         | 1,459     | 0.03   | 0        | Novo |
| União de Renovação do Peru                                | 1,312     | 0.03   | 0        | Novo |
| Huascaran                                                 | 1,221     | 0.02   | 0        | Novo |
| Unidade Democrática Nacional                              | 1,025     | 0.02   | 0        | Novo |
| Unido                                                     | 1,020     | 0.02   | 0        | Novo |
| Vitoriosos de Ayacucho                                    | 985       | 0.02   | 0        | Novo |
| Movimento Regional de Chalaco                             | 925       | 0.02   | 0        | Novo |
| Movimento Independente de Solidariedade                   | 913       | 0.02   | 0        | Novo |
| Movimento de Integração para o Desenvolvimento do Huanuco | 817       | 0.02   | 0        | Novo |
| Movimento de Renovação Popular                            | 772       | 0.01   | 0        | Novo |
| Movimento de Renovação de Porteño                         | 735       | 0.01   | 0        | Novo |
| Movimento Democrático Independente                        | 675       | 0.01   | 0        | Novo |
| Movimento Independente Lambayecano                        | 671       | 0.01   | 0        | Novo |
| Acordo Independente para o Desenvolvimento Nacional       | 597       | 0.01   | 0        | Novo |
| Movimento Agrário do Nordeste                             | 578       | 0.01   | 0        | Novo |
| Esquerda Nacionalista Andina                              | 502       | 0.01   | 0        | Novo |
| Movimento Regional Independente de Impetu                 | 398       | 0.01   | 0        | Novo |
| Aliança Independente Popular Peruana                      | 375       | 0.01   | 0        | Novo |
| Partido PASOP                                             | 357       | 0.01   | 0        | Novo |
| Organização Democrática Independente                      | 342       | 0.01   | 0        | Novo |
| Integração Democrática Avançada                           | 332       | 0.01   | 0        | Novo |
| Força e Liberdade da Frente Cívica Independente           | 157       | 0.00   | 0        | Novo |
| Partido Socialista Democrático Independente               | 92        | 0.00   | 0        | Novo |
| Total                                                     | 5,199,103 | 100.00 | 180      | 0    |
|                                                           |           |        |          |      |
| Fonte:CLEA                                                |           |        |          |      |

#### Senado
|                                                        |            |        |          |      |
| Partido                                                | Votos      | %      | Assentos | +/–  |
| Frente Democrática                                     | 1,772,953  | 32.06  | 20       | +7   |
| Aliança Revolucionária Popular Americana               | 1,387,931  | 25.09  | 16       | –14  |
| Mudança 90                                             | 1,200,459  | 21.70  | 14       | Novo |
| Esquerda Unida                                         | 540,620    | 9.77   | 6        | –9   |
| Esquerda Socialista                                    | 302,110    | 5.46   | 3        | Novo |
| Frente Nacional dos Trabalhadores e Camponeses         | 112,142    | 2.03   | 1        | 0    |
| Frente Popular Agrícola do Peru                        | 63,694     | 1.15   | 0        | Novo |
| Somos Libres                                           | 50,430     | 0.91   | 0        | Novo |
| União Cívica Independente                              | 45,046     | 0.81   | 0        | Novo |
| União Nacional Odriista                                | 16,349     | 0.30   | 0        | –1   |
| Movimento das Bases Hayist                             | 13,531     | 0.24   | 0        | Novo |
| Frente Independente de Aposentados                     | 8,994      | 0.16   | 0        | Novo |
| União Democrática                                      | 7,805      | 0.14   | 0        | Novo |
| Cooperação Nacional                                    | 3,969      | 0.07   | 0        | Novo |
| Movimento Independente solidário                       | 3,088      | 0.06   | 0        | Novo |
| Confederação Honorária da Luta Organizada Independente | 1,779      | 0.03   | 0        | Novo |
| Ex-presidentes                                         |            |        | 2        | +1   |
| Total                                                  | 5,530,900  | 100.00 | 62       | +1   |
|                                                        |            |        |          |      |
| Votos válidos                                          | 5,530,900  | 80.53  |          |      |
| Votos inválidos/em branco                              | 1,336,963  | 19.47  |          |      |
| Total de votos                                         | 6,867,863  | 100.00 |          |      |
| Eleitores registrados/comparecimento                   | 10,013,225 | 68.59  |          |      |
| Fonte:JNE                                              |            |        |          |      |